# Hans-Peter Feldmann

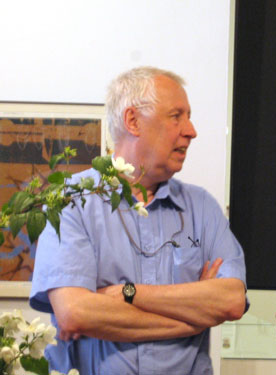
Hans-Peter Feldmann (2006)

Hans-Peter Feldmann (* 17. Januar 1941 in Hilden; † 26. Mai 2023 in Düsseldorf) war ein deutscher Konzeptkünstler.

## Leben und Werk
Hans-Peter Feldmann wuchs in Hilden bei Düsseldorf auf und besuchte das dortige Helmholtz-Gymnasium. In den 1960er-Jahren studierte Feldmann Malerei an der damaligen Kunstschule Linz, heute Universität für künstlerische und industrielle Gestaltung Linz.
Seit 1968 arbeitet er konzeptuell mit Fotografie. Zumeist verwendet er alltägliche, „geknipste“ Bilder, die er zum Teil selbst erstellte, zum Teil sammelte. Er fügte sie zu kleinen Serien zusammen, die er in Heften und Büchern edierte. Feldmann stellte in seinem Œuvre ein Repertoire alltäglicher Dinge und Handlungen zusammen. Zwischen 1968 und 1974 schuf er etwa 35 „Bilderhefte“. Zwei dieser Hefte wurden 1973 in Nr. 13 der Zeitschrift AQ publiziert. 1980 erschien ebenda sein Telefonbuch, das seine letzte künstlerische Arbeit sein sollte. 1974 gründete er den Verlag Drei Möwen. Ab 1998 publizierte er auch im Feldmann-Verlag. Feldmann war Mitbegründer der Zeitschrift Ohio, Photographie wie noch nie (1995–1998) und der Zeitschrift cahiers d’images zusammen mit Céline Duval. Feldmann lebte in Düsseldorf. Er wurde 2010 mit dem achten Hugo Boss Prize ausgezeichnet. Eine Ausstellung im Solomon R. Guggenheim Museum folgte im Mai 2011.

## Werke im öffentlichen Raum
2007 nahm Hans-Peter Feldmann an Skulptur.Projekte in Münster mit der WC-Anlage am Domplatz teil. Dazu  wurde die öffentliche Toilette am Domplatz in Feldmanns Auftrag – „in enger Kooperation mit einem städtischen Angestellten“ – mit moderner Badkeramik, farbigen Fliesen und zwei großformatigen Bildern ausgestattet und neu gestaltet.
Feldmanns Skulptur David, eine Nachbildung von Michelangelos gleichnamigem Werk, aus Metall und Epoxidharz gefertigt, befand sich 2006 auf dem Heinrich-Böll-Platz in Köln hinter dem Museum Ludwig. Nach einem Zwischenaufenthalt in Düsseldorf gehörte Feldmanns Kopie von Michelangelos Florenzer Marmorarbeit seit dem April 2010 zum Bestand des Kant-Parks in Duisburg. Die Skulptur wurde nach Witterungsschäden im Sommer 2016 eingelagert und ihr Sockel im Winter 2018 abgebrochen, da sich das Lehmbruck-Museum, zu dessen Sammlung sie zählt, die wetterfeste Restaurierung „nicht leisten wollte“, und 2019 durch eine computeranimierte LED-Installation von Julian Opie ersetzt.

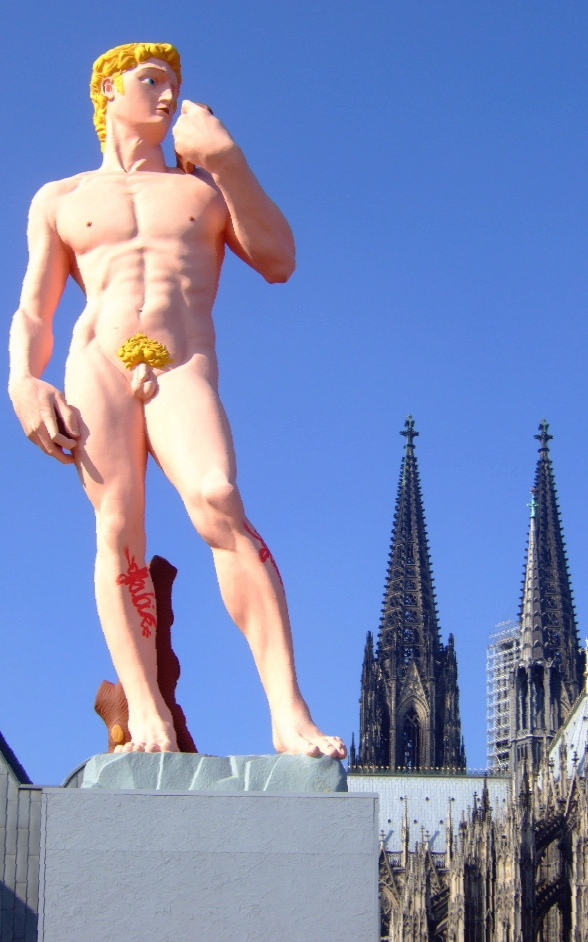
David (2006) – in Köln
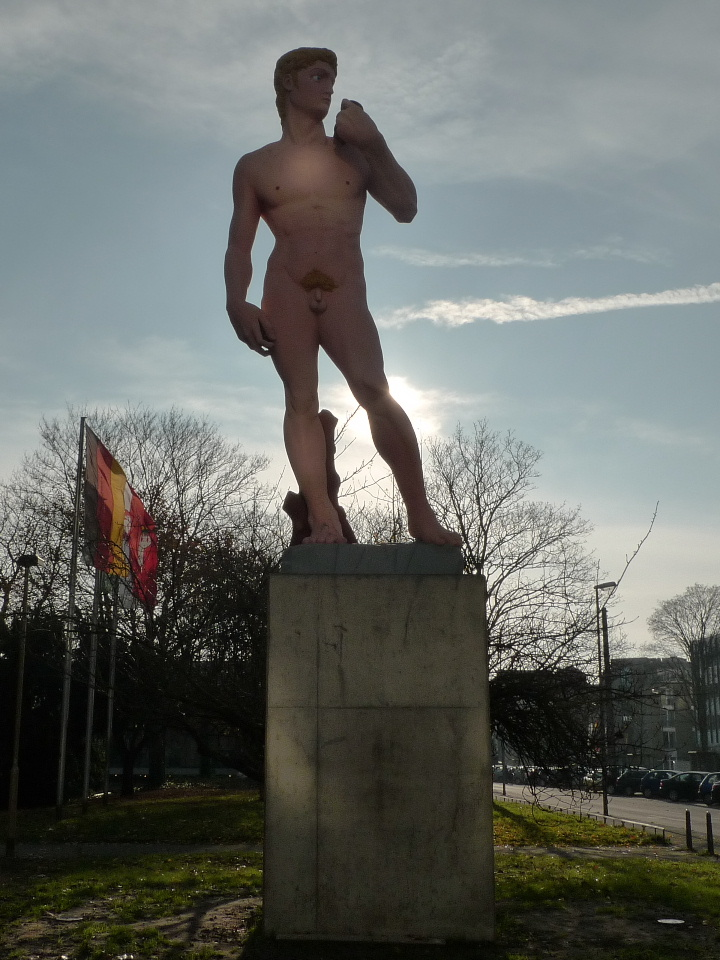
David (2010) – in Duisburg

Ein auf dem Dach parkendes Auto des Künstlers Hans-Peter Feldmann auf dem Parkplatz der Deichtorhallen, Hamburg, während dessen Ausstellung vom 1. März bis 2. Juni 2013

## Einzelausstellungen (Auswahl)
- 1990: Hans-Peter Feldmann, das Museum im Kopf, Portikus, Frankfurt; Kunstverein für die Rheinlande und Westfalen, Düsseldorf
- 2001: Hans-Peter Feldmann 272 pages, Museu Tàpies, Barcelona
- 2002: Hans-Peter Feldman 272 pages, Centre nationale de la photographie Paris, Fotomuseum Winterthur
- 2006: Hans-Peter Feldmann in der Antikensammlung der Kunsthalle zu Kiel, Christian Albrechts-Universität, Schleswig-Holsteinischer Kunstverein Kiel
- 2007: Hans-Peter Feldmann, Museum Ostwall, Dortmund, Die Toten, RAF bis heute
- 2010: Edition 46 – Hans-Peter Feldmann, Pinakothek der Moderne, München[14]
- 2010/2011: Hans-Peter Feldmann, Kunstausstellung / Una exposición de Arte, Kunsthalle Düsseldorf, Museo Reina Sofía, Madrid,
- 2011: The Hugo Boss Prize: Hans-Peter Feldmann, The Solomon R. Guggenheim Museum, New York City
- 2013: Hans-Peter Feldmann Kunstausstellung, Deichtorhallen, Hamburg[15]
- 2013: Gallery Weekend in Berlin: drei Ausstellungen: Johnen Galerie; Galerien Barbara Wien und Wilma Lukatsch sowie Galerie Mehdi Chouakri.[16]
- 2016: 100 Jahre, Gewerbepark-Süd,  Hilden
- 2022: Hans-Peter Feldmann. Kunstausstellung Kunstbüdchen Ratingen-Lintorf[17]

## Gruppenausstellungen
- 1972: documenta 5, Kassel
- 1975: Biennale de la Jeneusse, Paris
- 1977: 150 Jahre Fotografie documenta 6, Kassel[18]
- 2003: Biennale di Venezia, Venedig
- 2010: Ruhrblicke, Zeche Zollverein, Essen
- 2014: Happy Birthday! 20 Jahre Sammlung Goetz. (Gruppenausstellung), Sammlung Goetz, München,[19] Katalog.
- 2015: Sob As Nuvens: Da Paranoia Ao Sublime Digital, Museu Serralves, Porto
- 2018: I’m a Believer. Pop Art und Gegenwartskunst aus dem Lenbachhaus und der KiCo Stiftung, Städtische Galerie im Lenbachhaus, München.[20] Die hier präsentierte Installation „Laden 1975–2015“ gehört seit 2015 zum Sammlungsbestand der städtischen Institution.[21]